# 汉斯·林贝尔
汉斯·林贝尔（丹麥語：Hans Lindberg，1981年8月1日—），丹麦男子手球运动员。他曾代表丹麦参加2008年和2012年夏季奥林匹克运动会手球比赛，分别获得第七名和第六名。